# Тот-Ер
Тот-Ер (также Тутъер, Тоть-Ер, Тотьер, Тотъер) — небольшое озеро в республике Марий Эл Российской Федерации, расположенное на территории национального парка «Марий Чодра».
Озеро отличается малой изученностью и впервые описано А. В. Ступишиным в 1954 году, на топографических картах Госгисцентра не подписано.

## География
Озеро расположено в восточной части Звениговского района Марий Эл, на территории национального парка «Марий Чодра», в долине реки Илеть, на высоте 92 м над уровнем моря, в 4 км на юг от села Керебеляк и в 2,5 км на запад от озера Шутъер.
Берега заболочены и труднопроходимы. Озеро окружено смешанными и хвойными лесами с участками опытных лесопосадок.

## Геология и гидрология
Как и большинство озёр Марий Эл, Тот-Ер имеет карстовое (провальное) происхождение. Входит в группу из шести карстовых озёр, расположенных у подножия восточного и юго-восточного склонов Керебелякской возвышенности: Ергежъер, Пушлегъер, Кужъер, Шутъер, Каракаер, Тот-Ер, связанных между собой и с речкой Убой протокой.
По данным 1954 года наибольшая глубина озера — 24 м, ширина и длина порядка 100 м.

## Экология и охрана природы
Антропогенное влияние на Тот-Ер, как и другие озёра восточного склона Керебелякской возвышенности, минимально, так как озеро расположено в труднодоступном и малоосвоенном месте.
На озере встречается большая выпь и медицинская пиявка, занесённые в Красную книгу Марий Эл.